# Tupolew R-3
Die sowjetische Tupolew R-3 (russisch Туполев Р-3) entstand Mitte der 1920er-Jahre und war als Anderthalbdecker ausgelegt. Sie war das erste in Serie gebaute Ganzmetallflugzeug von Andrei Tupolew, dessen Entwicklungsteam zu jener Zeit noch dem ZAGI unterstellt war. Die Werksbezeichnung lautete ANT-3.

## Geschichte
Die ersten Erfahrungen mit Flugzeugen aus Metall hatte Tupolew bereits mit seiner ANT-2 gesammelt, die in gemischter Holz-Aluminium-Bauweise hergestellt wurde. An ihr orientierte er sich beim Bau der R-3, deren Entwicklungsauftrag 1924 erteilt wurde. Der erste Prototyp erhielt ein amerikanisches Liberty L-12-Triebwerk; seine Werkserprobung wurde im Juli/August 1925 durch den Testpiloten W. N. Filippow durchgeführt. Die anschließende staatliche Erprobung lag in den Händen von M. M. Gromow und brachte einige Mängel zutage. Für die geplante Serienproduktion wurden deshalb einige kleinere Veränderungen vorgenommen. Die augenscheinlichste war dabei die nunmehrige Verwendung von K- anstelle der N-Streben zur Verbindung des Ober- mit den Unterflügeln.
Ab Mai 1926 wurde die Maschine als R-3 („Raswedtschik“, Aufklärer) bei den Luftstreitkräften in zwei Ausführungen in Dienst gestellt. Von der ersten wurden 30 Stück produziert und mit dem M-5-Motor ausgestattet, einem Lizenzbau des Liberty-Motors. Die zweite erhielt ein wesentlich leistungsstärkeres französisches Lorraine-Dietrich-Triebwerk und die Bezeichnung R-3LD. Von dieser Serie wurden 79 Stück gebaut.
Außer in ihrer ursprünglichen Verwendung als leichter Bomber und Aufklärungsflugzeug wurde die R-3 noch als Schlachtflugzeug mit einer 400 kg schweren Panzerung sowie auf ihre Eignung zum Sturzkampfbomber erprobt. Die mit ihr hierzu durchgeführten Versuche waren die ersten ihrer Art in der UdSSR. Eine weitere Testmaschine wurde mit einem BMW-VI-Antrieb erprobt, konnte sich aber nicht durchsetzen.
Insgesamt wurden nur etwa 110 Flugzeuge gebaut, da die prekäre Triebwerkssituation in der Sowjetunion (man war damals von ausländischen Lieferungen abhängig, da die eigenen Motoren zu leistungsschwach waren) den Serienbau erheblich behinderte.

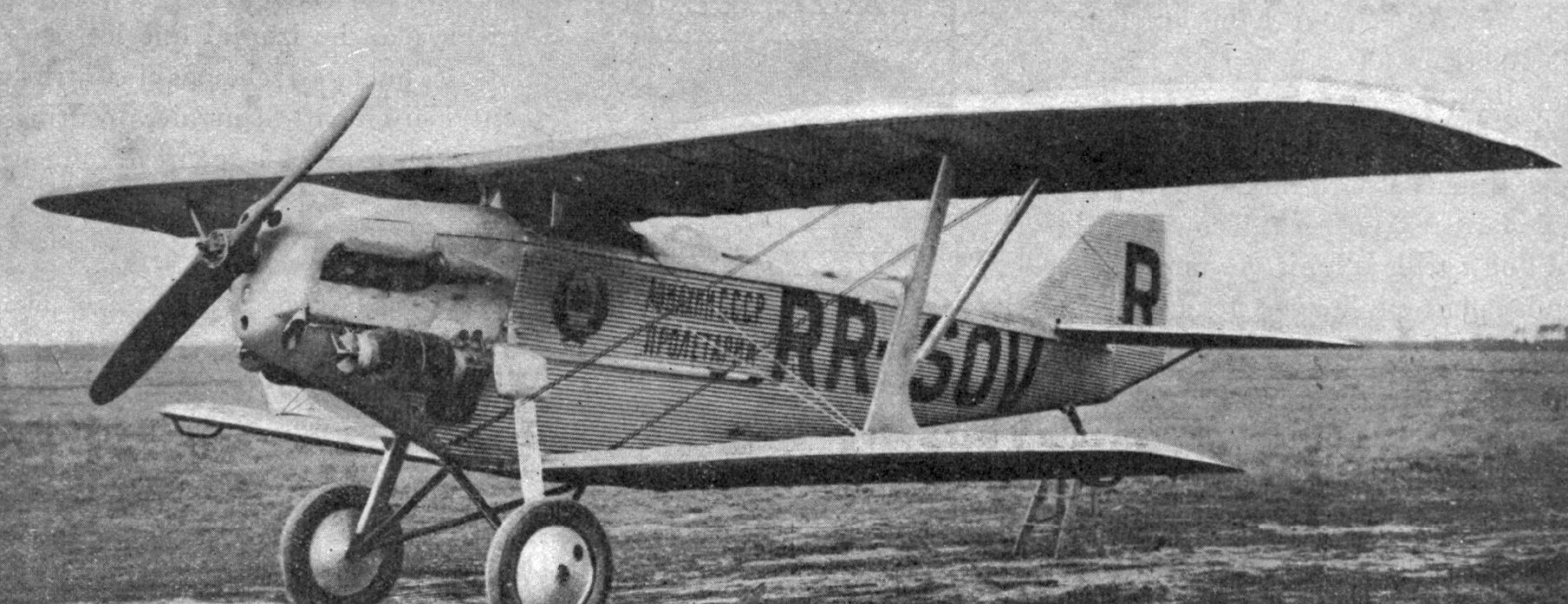
R-3 „Proletari“

Aus propagandistischen Gründen wurden im Dezember 1925 einige Serienexemplare mit dem englischen Napier-Lion-Motor ausgestattet. Mit einem solchen als „Пролетарий“ (Proletari, deutsch: „Proletarier“) bezeichneten Flugzeug führte Michael Gromow und sein Bordmechaniker J. Rodsewitsch vom 31. August bis zum 2. September 1926 einen Europarundflug mit den Stationen Moskau–Königsberg–Berlin–Paris–Rom–Wien–Warschau–Moskau durch. Er orientierte sich dabei allein nach dem Kompass und legte 7150 km mit einer Durchschnittsgeschwindigkeit von 202,8 km/h in 34,15 Stunden zurück.
Ein weiterer Fernflug wurde von mit der R-3 „Наш ответ“ (Nasch otwet, deutsch: „Unsere Antwort“) mit M-5-Antrieb vom 20. August bis zum 1. September 1927 absolviert. Er führte von Moskau östlich durch die Sowjetunion bis nach Korea und Japan. Dabei legten der Pilot Semjon Schestakow und sein Bordmechaniker Dima Fufajew fast 22.000 km zurück und befanden sich insgesamt 153 Stunden in der Luft. Der Rückflug wurde in zehn Tagen absolviert.

## Technische Beschreibung
Die R-3 bestand vollständig aus Duraluminium. Der Rumpf hatte im vorderen Bereich einen ovalen Querschnitt und lief nach hinten rechteckig aus. Die beiden verspannten Tragflügel waren mit Wellblech beplankt, bestanden aus Duralrippen und besaßen zwei Hauptholme. Der Oberflügel war auf den Rumpf aufgesetzt. Das Leitwerk war in Normalbauweise projektiert und besaß ein abgestrebtes Höhenleitwerk. Die Achse des starren Hauptfahrwerks war geteilt, am Heck befand sich ein Schleifsporn. Im Winter war der Austausch der Räder und des Sporns gegen Skiplatten möglich.

## Technische Daten
| Kenngröße             | R-3 mit M-5                                                                            | R-3LD                                                                                  |
| --------------------- | -------------------------------------------------------------------------------------- | -------------------------------------------------------------------------------------- |
| Besatzung             | 2 (Pilot + Bordschütze)                                                                | 2 (Pilot + Bordschütze)                                                                |
| Länge                 | 9,50 m                                                                                 | 9,40 m                                                                                 |
| Spannweite            | Oberflügel 13,02 m / Unterflügel 9,89 m                                                | Oberflügel 13,02 m / Unterflügel 9,89 m                                                |
| Flügelfläche          | 37,0 m² (Oberflügel 24,5 m² / Unterflügel 12,5 m²)                                     | 37,0 m² (Oberflügel 24,5 m² / Unterflügel 12,5 m²)                                     |
| Leermasse             | 1377 kg                                                                                | 1340 kg                                                                                |
| max. Startmasse       | 2188 kg                                                                                | 2090 kg                                                                                |
| Triebwerke            | ein flüssigkeitsgekühlter 12-Zylinder-V-Motor M-5                                      | ein flüssigkeitsgekühlter 12-Zylinder-V-Motor Lorraine-Dietrich                        |
| Leistung              | 294 kW (400 PS)                                                                        | 331 kW (450 PS)                                                                        |
| Höchstgeschwindigkeit | 194 km/h in Bodennähe 181 km/h in 3000 m Höhe                                          | 204 km/h in Bodennähe 193 km/h in 3000 m Höhe                                          |
| Landegeschwindigkeit  | 85 km/h                                                                                | 85 km/h                                                                                |
| Gipfelhöhe            | 5000 m                                                                                 | 4920 m                                                                                 |
| Steigzeit             | 8,6 min auf 1000 m Höhe 24,7 min auf 3000 m Höhe                                       | 4,2 min auf 1000 m Höhe 16,6 min auf 3000 m Höhe                                       |
| Reichweite            | 750 km                                                                                 | 920 km                                                                                 |
| Bewaffnung            | ein 7,62-mm-Vickers-MG (später PW-1) zwei 7,62-mm-Lewis-MG (später DA-2) 200 kg Bomben | ein 7,62-mm-Vickers-MG (später PW-1) zwei 7,62-mm-Lewis-MG (später DA-2) 200 kg Bomben |